# Johann Rappenglück
Johann Rappenglück (* 15. Juli 1982 in Kassel) ist ein deutscher Koch.

## Werdegang
Nach der Ausbildung wechselte Rappenglück nach Basel zum Zwei-Sterne-Restaurant Cheval Blanc im Hotel Les Trois Rois.  2007 ging er als Küchenchef zum Drei-Sterne-Restaurant Residenz Heinz Winkler, wo er 2008 mit 25 Jahren jüngster Küchenchef des Restaurants wurde.
2010 absolvierte er ein Praktikum im Drei-Sterne-Restaurant Arzak zu Jean Marie Arzak in San Sebastian in Spanien und wurde Küchenchef im Dukatz in München.
Im Oktober 2012 machte er sich mit dem Restaurant Les Deux in München selbstständig. Sein Geschäftspartner und Restaurantleiter Fabrice Kieffer (* 1971) arbeitete ebenfalls bei Heinz Winkler, von 1996 bis 2012 war er dort Maître. 2013 wurde das Les Deux mit einem Michelin-Stern ausgezeichnet. Ende 2018 verließ Rappenglück das Les Deux.
2019 pachtete er die Schlossbrennerei am Tegernsee. Ein schwerer Autounfall im März 2022 zwang ihn Ende 2022 zur Aufgabe der Pacht; er kehrte mit seiner Frau nach München zurück.

## Auszeichnungen
- 2013–2018 Einen Stern im Guide Michelin

## Veröffentlichungen
- Beteiligung an: Fast nichts: Das Fastenbuch der Großen Küche, Eckart Witzigmann (Herausgeber), Hampp Verlag, Stuttgart 2012, ISBN 3942561158.